# UEFA 여자 유로 2022 선수 명단
이 문서에서는 UEFA 여자 유로 2022의 선수 명단을 정리한다.